# Lady Lever Art Gallery
Lady Lever Art Gallery är ett museum och konstgalleri i Port Sunlight utanför Liverpool i England. Det grundades 1922 av William Lever, 1:e viscount Leverhulme, en av sin tids främsta affärsmän och konstsamlare. Det invigdes av prinsessan Beatrice och namngavs till minne av Levers hustru Elizabeth Hulme.
Lady Lever Art Gallery förfogar över en av Storbritanniens främsta konstsamlingar som innefattar bland annat keramik (jaspergods) från Wedgwood och målningar av prerafaeliterna. Museets samlingar innehåller också romerska skulpturer, antika grekiska vaser, kinesiskt porslin och textilier. 
Byggnaden uppfördes 1913–1922 i Beaux-Arts-stil efter ritning av William Owen och hans son Segar.